# Ендрю Тоні
Ендрю Тоні (англ. Andrew Toney, нар. 23 листопада 1957, Бірмінгем, Алабама, США) — американський професіональний баскетболіст, що грав на позиції атакувального захисника за команду НБА «Філадельфія Севенті-Сіксерс». Чемпіон НБА.

## Ігрова кар'єра
Починав грати в баскетбол у команді старшої школи Чальза Гленна (Бірмінгем, Алабама). На університетському рівні грав за команду Луїзіана-Лафаєтт (1976–1980). 
1980 року був обраний у першому раунді драфту НБА під загальним 8-м номером командою «Філадельфія Севенті-Сіксерс». Захищав кольори команди з Філадельфії протягом усієї історії виступів у НБА, яка налічувала 8 сезонів. 1982 та 1983 року був учасником матчів усіх зірок. 
На початку 80-х отримав прізвисько «Душитель Бостона» за вдалу індивідуальну гру проти «Бостон Селтікс». 1983 року став чемпіоном НБА у складі команди, яку називають однією з найкращих в історії НБА. Разом з ним тоді за «Філадельфію» виступали Джуліус Ірвінг, Моузес Мелоун, Боббі Джонс та Моріс Чікс. 
1988 року через хронічні травми стопи змушений був закінчити спортивну кар'єру.

## Статистика виступів в НБА
| † | Позначає сезон, в якому Ендрю Тоні ставав чемпіоном НБА |

### Регулярний сезон
| Сезон              | Команда                       | GP  | GS  | MPG  | FG%  | 3P%  | FT%   | RPG | APG | SPG | BPG | PPG  |
| ------------------ | ----------------------------- | --- | --- | ---- | ---- | ---- | ----- | --- | --- | --- | --- | ---- |
| 1980–81            | «Філадельфія Севенті-Сіксерс» | 75  | –   | 23.6 | .495 | .310 | .712  | 1.9 | 3.6 | 0.8 | 0.1 | 12.9 |
| 1981–82            | «Філадельфія Севенті-Сіксерс» | 77  | 1   | 24.8 | .522 | .424 | .742  | 1.7 | 3.7 | 0.8 | 0.2 | 16.5 |
| 1982–83†           | «Філадельфія Севенті-Сіксерс» | 81  | 81  | 30.5 | .501 | .289 | .788  | 2.8 | 4.5 | 1.0 | 0.2 | 19.7 |
| 1983–84            | «Філадельфія Севенті-Сіксерс» | 78  | 72  | 32.8 | .527 | .316 | .839  | 2.5 | 4.8 | 0.9 | 0.3 | 20.4 |
| 1984–85            | «Філадельфія Севенті-Сіксерс» | 70  | 65  | 32.0 | .492 | .371 | .862  | 2.5 | 5.2 | 0.9 | 0.3 | 17.8 |
| 1985–86            | «Філадельфія Севенті-Сіксерс» | 6   | 0   | 14.0 | .306 | .000 | .375  | 0.8 | 2.0 | 0.3 | 0.0 | 4.2  |
| 1986–87            | «Філадельфія Севенті-Сіксерс» | 52  | 12  | 20.3 | .451 | .328 | .796  | 1.6 | 3.6 | 0.3 | 0.2 | 10.6 |
| 1987–88            | «Філадельфія Севенті-Сіксерс» | 29  | 15  | 18.0 | .421 | .333 | .806  | 1.6 | 3.7 | 0.4 | 0.2 | 7.3  |
| Усього за кар'єру  | Усього за кар'єру             | 468 | 246 | 26.9 | .500 | .342 | .797  | 2.2 | 4.2 | 0.8 | 0.2 | 15.9 |
| В іграх усіх зірок | В іграх усіх зірок            | 2   | 0   | 20.0 | .625 | .000 | 1.000 | 0.5 | 5.0 | 2.0 | 0.0 | 10.5 |

### Плей-оф
| Сезон             | Команда                       | GP | GS | MPG  | FG%  | 3P%  | FT%   | RPG | APG | SPG | BPG | PPG  |
| ----------------- | ----------------------------- | -- | -- | ---- | ---- | ---- | ----- | --- | --- | --- | --- | ---- |
| 1981              | «Філадельфія Севенті-Сіксерс» | 16 | –  | 22.3 | .428 | .111 | .815  | 2.3 | 3.4 | 0.7 | 0.4 | 13.8 |
| 1982              | «Філадельфія Севенті-Сіксерс» | 21 | –  | 33.7 | .507 | .333 | .796  | 2.4 | 4.9 | 0.9 | 0.1 | 21.8 |
| 1983†             | «Філадельфія Севенті-Сіксерс» | 12 | –  | 29.8 | .470 | .000 | .754  | 2.3 | 4.6 | 0.9 | 0.1 | 18.8 |
| 1984              | «Філадельфія Севенті-Сіксерс» | 5  | –  | 36.0 | .519 | .000 | .767  | 2.2 | 3.8 | 0.8 | 0.2 | 20.6 |
| 1985              | «Філадельфія Севенті-Сіксерс» | 13 | 13 | 34.0 | .477 | .429 | .770  | 2.5 | 5.1 | 0.9 | 0.4 | 16.8 |
| 1987              | «Філадельфія Севенті-Сіксерс» | 5  | 0  | 20.8 | .382 | .000 | 1.000 | 1.8 | 5.4 | 0.4 | 0.4 | 5.6  |
| Усього за кар'єру | Усього за кар'єру             | 72 | 13 | 29.8 | .478 | .235 | .786  | 2.3 | 4.5 | 0.8 | 0.3 | 17.4 |